# Kjell Ytterdahl
Kjell Ytterdahl (Oslo, 16 febbraio 1958) è un giocatore di calcio a 5 e calciatore norvegese, portiere del Solør.

## Carriera
Considerato una leggenda del calcio a 5 norvegese, Ytterdahl è stato in forza al Solør a partire dal 2006. Dalla stagione 2008-2009, la squadra ha iniziato a militare nella Futsal Eliteserie, campionato riconosciuto dalla Norges Fotballforbund. Il Solør ha militato nella massima divisione fino al termine dell'annata 2013-2014. Ytterdahl è rimasto in squadra anche a seguito della retrocessione.
Attivo anche nel calcio, è stato in forza ad Årvoll ed Hellerud.